# Fontaine des Innocents

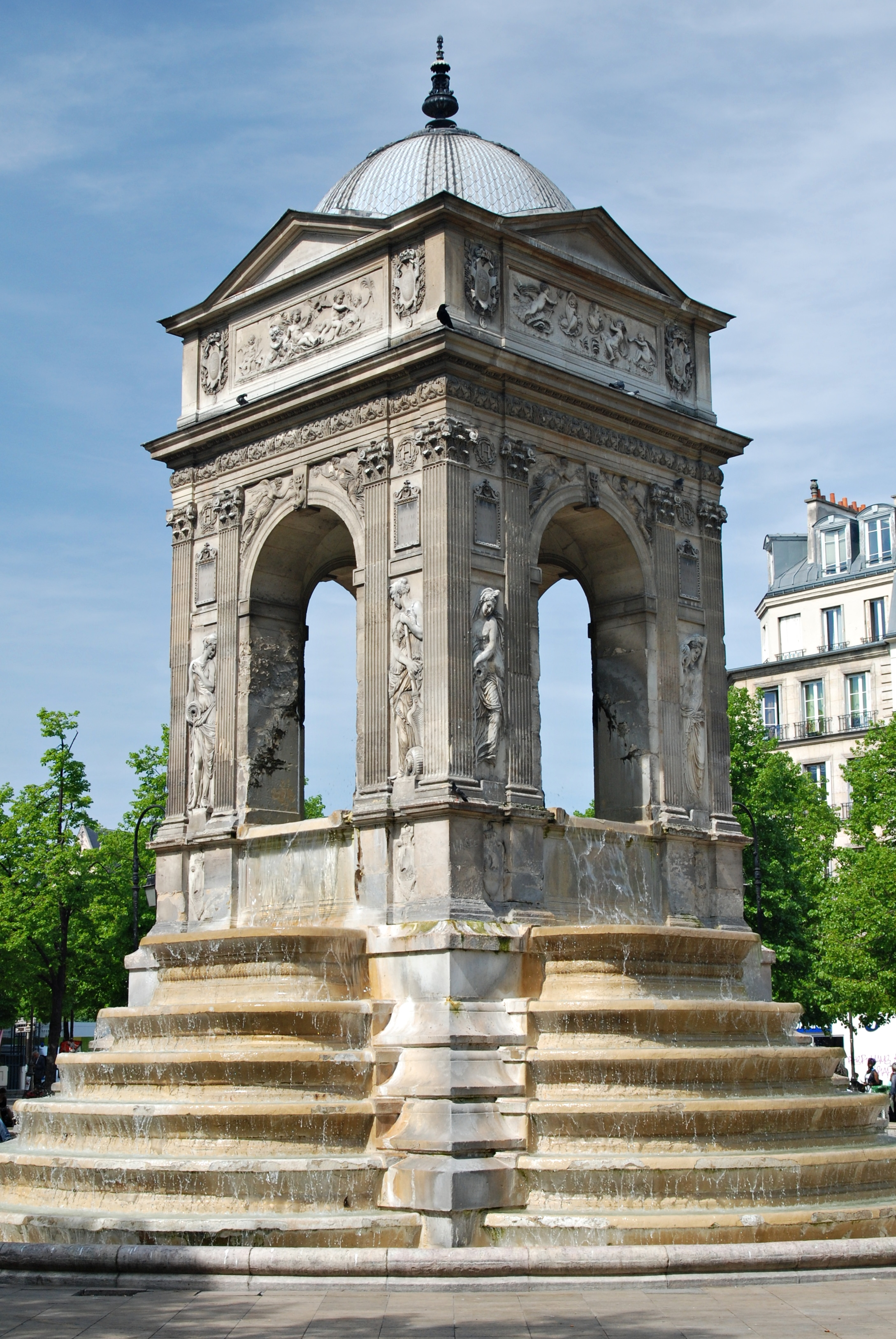
Fontaine des Innocents

Die Fontaine des Innocents (deutsch: Brunnen der Unschuldigen) ist ein Brunnen auf dem Square des Innocents im 1. Arrondissement in Paris.

## Geschichte
Der Brunnen wurde in den Jahren 1547 bis 1549 von Pierre Lescot im Stil der Renaissance errichtet und von Jean Goujon mit Skulpturen ausgeschmückt. Gebaut wurde er aus Anlass des Einzugs von König Heinrich II. und seiner Frau Katharina von Medici nach Paris: Der Brunnen lag auf dem Weg des königlichen Paares von der Basilika von Saint-Denis zum Louvre. Für diesen Anlass errichtete Lescot über dem Brunnen eine Loggia im italienischen Stil, von der aus man den königlichen Einzug beobachten konnte. Benannt wurde der Brunnen nach der benachbarten, im Jahr 1786 abgerissenen Kirche „Aux Saints Innocents“. Diese Kirche war den Opfern des Kindermordes von Bethlehem geweiht, die nach biblischer Überlieferung unter König Herodes getötet worden waren. König Ludwig VII. hatte als großer Verehrer der Unschuldigen Kinder dieses Patrozinium angeordnet. Die Kirche und der Brunnen waren durch den im Mittelalter angelegten Cimetière des Innocents umgeben, auf dem insgesamt ungefähr zwei Millionen Menschen bestattet wurden. Die Gebeine wurden von 1780 bis 1788 aus gesundheitlichen Gründen verlegt und die Kirche wurde abgerissen. Da inzwischen der Brunnen als bedeutendes Kunstwerk allgemein anerkannt war, blieb er erhalten und inmitten des neuen Marktes, der „place du marché des Innocents“, 1788 neu aufgestellt und gestaltet. Entsprechend dieser zentralen Lage erhielt er die Gestalt eines Pavillons mit einem quadratischen Grundriss. Dafür schuf Augustin Pajou drei neue Nymphen-Reliefs, die sich an den Vorbildern Goujons orientierten. 
Der Platz Square des Innocents wurde im Jahr 1858 angelegt, dabei wurde der Standort des Brunnens erneut verlegt. Er ist heute eine Fußgängerzone und ein belebter Treffpunkt. An seiner östlichen Seite verläuft die Rue Saint-Denis. In den Jahren 2023 und 2024 wurde der Brunnen aufwändig restauriert.

## Literarischer Schauplatz
Der 1992 veröffentlichte Roman La Fontaine des Innocents von Max Gallo spielt großteils in der Umgebung des Brunnens und im Quartier des Halles.